# Povolží

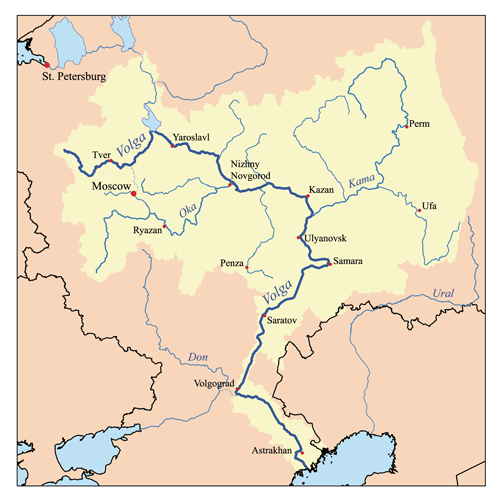
Povodí řeky Volhy

Povolží je v širším smyslu povodí řeky Volhy. V užším smyslu zahrnuje hlavně území na středním a dolním toku této řeky. Může mít i sociálně-ekonomický význam, který také vyjadřuje ruská správní jednotka „Povolžský ekonomický rajón“.
Oblast Povolží je charakteristická vyvýšeninami podél obou břehů toku. Na pravém břehu řeky je to Povolžská pahorkatina, na levém břehu je to tzv. Zavolží.
Povolží se z hlediska toku řeky rozděluje na tři části:
- Horní Volha (od pramene po ústí řeky Oky), která zahrnuje tverskou, moskevskou, jaroslavskou, kostromskou, ivanovskou a nižněnovgorodskou oblast.
- Střední Volha (od pravého přítoku Sury po jižní část meandru Samarskaja Luka), která zahrnuje Čuvašsko, Marijsko, Tatarstán a uljanovskou a samarskou oblast.
- Dolní Volha (od ústí Kamy po Kaspické moře), která zahrnuje republiku Tatarstán a uljanovskou, samarskou, saratovskou, volgogradskou a astrachaňskou oblast.

Po vytvoření kujbyševské přehrady je za hranici mezi středním a dolním tokem Volhy považována Žigulevská vodní elektrárna u města Samara.